# Arachnis longisepala
Arachnis longisepala là một loài thực vật có hoa trong họ Lan. Loài này được (J.J.Wood) Shim, Soón & A.L.Lamb mô tả khoa học đầu tiên năm 1982.

## Hình ảnh

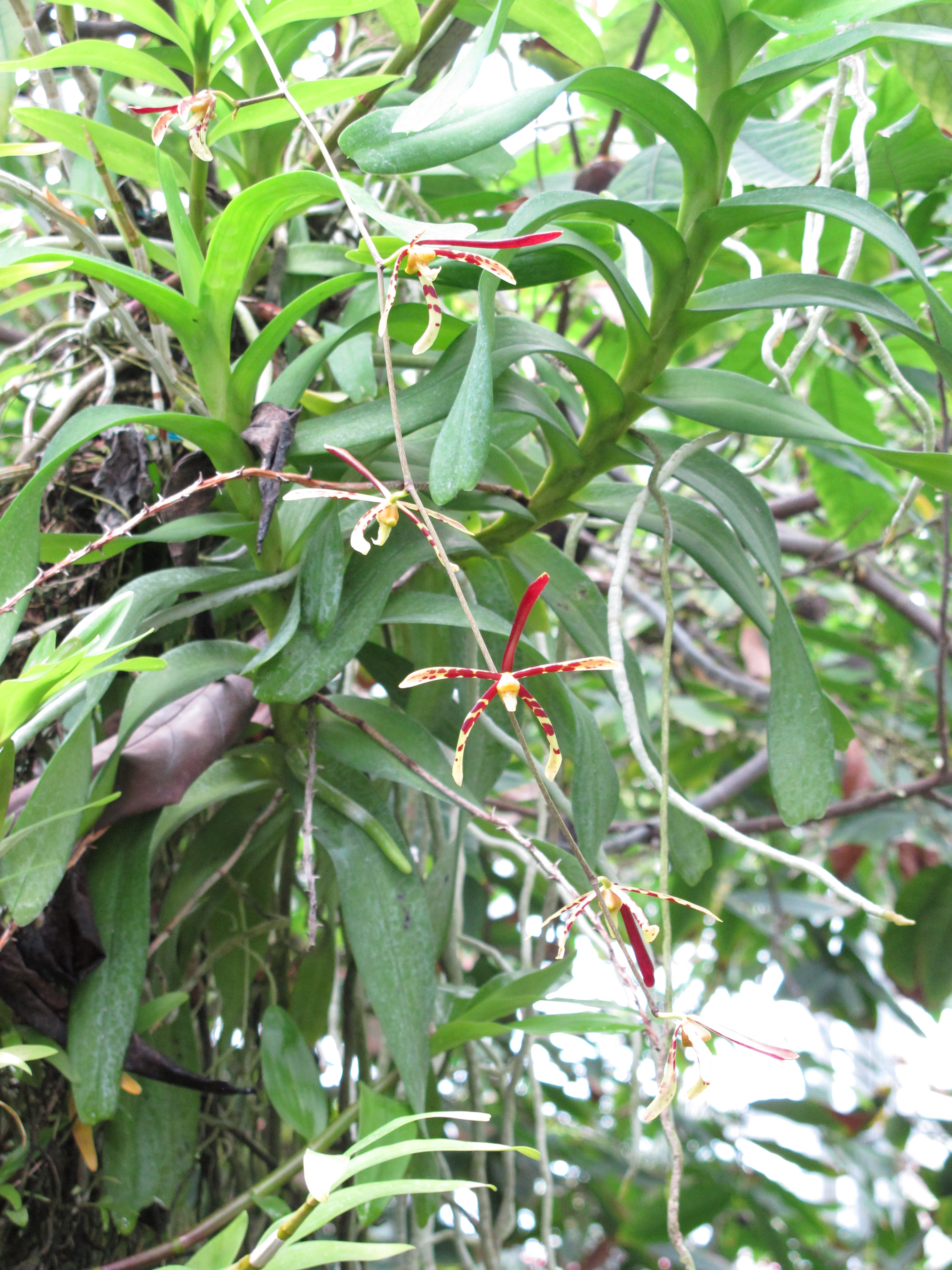